# Tercera División de España 1957-58
La temporada 1957–58 de la Tercera División de España de fútbol corresponde a la 21.ª edición del campeonato y se disputó entre el 1 de septiembre de 1957 y el 29 de junio de 1958.

## Sistema de competición
La Tercera División de España 1957-58 fue organizada por la Federación Española de Fútbol (RFEF).
El campeonato contó con la participación de 257 clubes divididos en catorce grupos con distinto número de equipos cada uno. La competición siguió un sistema de liga, de modo que los equipos de cada grupo se enfrentaron entre sí, todos contra todos en dos ocasiones -una en campo propio y otra en campo contrario- sumando un total de tantas jornadas según el grupo. El orden de los encuentros se decidió por sorteo antes de empezar la competición.
Se estableció una clasificación con arreglo a los puntos obtenidos en cada enfrentamiento, a razón de dos por partido ganado, uno por empatado y ninguno en caso de derrota. En caso de empate a puntos entre dos o más clubes en la clasificación, se tuvo en cuenta el mayor cociente de goles. 
Los primeros clasificados de cada grupo disputaron la Fase de Ascenso en sistema de eliminatorias a doble partido a partir de octavos de final. Los cuatro vencedores de los cuartos de final ascendieron a Segunda División.
Los segundos clasificados de cada grupo disputaron la Promoción de Ascenso en sistema de eliminatorias a doble partido a partir de octavos de final. Los cuatro vencedores de los cuartos de final se enfrentaron en otra eliminatoria a los decimoterceros y decimocuartos clasificados de los dos grupos de Segunda División para decidir ascenso o permanencia según el caso.
Hubo una excepción con los grupos catalanes, divididos en dos grupos muy numerosos. El Grupo VI era donde se ubicaban los mejores equipos de la temporada anterior y tuvieron el privilegio de clasificar a los dos primeros en la Fase de Ascenso, mientras que el tercer y cuarto clasificado se enfrentaron a los dos primeros del Grupo VII a eliminatoria de partido único para decidir quien jugaba la Promoción de Ascenso.
En la mayoría de los grupos hubo descensos directos a categoría regional.

## Clasificaciones

### Grupo I
| Pos. | Equipo                       | Pts. | PJ | G  | E | P  | GF | GC | Dif. | Clasificación                                            |
| ---- | ---------------------------- | ---- | -- | -- | - | -- | -- | -- | ---- | -------------------------------------------------------- |
| 1    | Turista S. C.                | 52   | 30 | 24 | 4 | 2  | 89 | 19 | +70  | Acceso a Promoción de ascenso para campeones de grupo    |
| 2    | C. D. Orense                 | 46   | 30 | 20 | 6 | 4  | 87 | 31 | +56  | Acceso a Promoción de ascenso para subcampeones de grupo |
| 3    | Club Gran Peña               | 43   | 30 | 19 | 5 | 6  | 88 | 42 | +46  |                                                          |
| 4    | C. D. Lugo                   | 39   | 30 | 16 | 7 | 7  | 71 | 35 | +36  |                                                          |
| 5    | C. D. Juvenil                | 32   | 30 | 14 | 4 | 12 | 58 | 47 | +11  |                                                          |
| 6    | Club Santiago                | 32   | 30 | 14 | 4 | 12 | 48 | 57 | −9   |                                                          |
| 7    | Fabril S. D.                 | 30   | 30 | 11 | 8 | 11 | 47 | 55 | −8   |                                                          |
| 8    | Arsenal C. F.                | 27   | 30 | 13 | 3 | 14 | 50 | 34 | +16  |                                                          |
| 9    | Órdenes S. D.                | 27   | 30 | 11 | 5 | 14 | 45 | 63 | −18  |                                                          |
| 10   | C. D. Cambados               | 27   | 30 | 10 | 7 | 13 | 44 | 65 | −21  |                                                          |
| 11   | S. D. Juvenil de Puenteareas | 26   | 30 | 10 | 6 | 14 | 49 | 62 | −13  |                                                          |
| 12   | Arosa S. C.                  | 25   | 30 | 9  | 7 | 14 | 52 | 59 | −7   |                                                          |
| 13   | Club Zeltia Deportivo        | 25   | 30 | 11 | 3 | 16 | 38 | 72 | −34  |                                                          |
| 14   | Flavia S. D.                 | 23   | 30 | 10 | 3 | 17 | 46 | 66 | −20  |                                                          |
| 15   | Club Lemos (D)               | 14   | 30 | 5  | 4 | 21 | 37 | 84 | −47  | Descenso a Regional                                      |
| 16   | Club Arenal (D)              | 10   | 30 | 4  | 2 | 24 | 41 | 99 | −58  | Descenso a Regional                                      |

 Fuente: Fútbol Regional

### Grupo II
| Pos. | Equipo                     | Pts. | PJ | G  | E | P  | GF | GC | Dif. | Clasificación                                            |
| ---- | -------------------------- | ---- | -- | -- | - | -- | -- | -- | ---- | -------------------------------------------------------- |
| 1    | U. D. El Entrego           | 28   | 22 | 12 | 4 | 6  | 59 | 32 | +27  | Acceso a Promoción de ascenso para campeones de grupo    |
| 2    | Club Langreano             | 28   | 22 | 11 | 6 | 5  | 52 | 38 | +14  | Acceso a Promoción de ascenso para subcampeones de grupo |
| 3    | Luarca C. F.               | 27   | 22 | 11 | 5 | 6  | 47 | 38 | +9   |                                                          |
| 4    | Real Juvencia (D)          | 25   | 22 | 11 | 3 | 8  | 43 | 25 | +18  | Descenso a Regional                                      |
| 5    | Club Siero                 | 25   | 22 | 10 | 5 | 7  | 36 | 35 | +1   |                                                          |
| 6    | Club Calzada               | 25   | 22 | 12 | 1 | 9  | 48 | 35 | +13  |                                                          |
| 7    | C. D. San Martín           | 24   | 22 | 9  | 6 | 7  | 46 | 32 | +14  |                                                          |
| 8    | C. D. Turón                | 22   | 22 | 9  | 4 | 9  | 45 | 44 | +1   |                                                          |
| 9    | Real Titánico              | 19   | 22 | 7  | 5 | 10 | 23 | 35 | −12  |                                                          |
| 10   | Club Condal                | 14   | 22 | 6  | 2 | 14 | 36 | 59 | −23  |                                                          |
| 11   | C. D. Santiago de Carbayín | 14   | 22 | 4  | 6 | 12 | 25 | 52 | −27  |                                                          |
| 12   | Club Marino de Luanco      | 13   | 22 | 4  | 5 | 13 | 36 | 68 | −32  |                                                          |

 Fuente: Fútbol Regional
Notas:
1. ↑  El Real Juvencia renunció a su plaza para la siguiente temporada.

### Grupo III
| Pos. | Equipo                       | Pts. | PJ | G  | E  | P  | GF | GC | Dif. | Clasificación                                            |
| ---- | ---------------------------- | ---- | -- | -- | -- | -- | -- | -- | ---- | -------------------------------------------------------- |
| 1    | C. D. Baracaldo Altos Hornos | 46   | 30 | 20 | 6  | 4  | 69 | 27 | +42  | Acceso a Promoción de ascenso para campeones de grupo    |
| 2    | C. D. Galdácano              | 44   | 30 | 19 | 6  | 5  | 54 | 29 | +25  | Acceso a Promoción de ascenso para subcampeones de grupo |
| 3    | S. D. Rayo Cantabria         | 42   | 30 | 18 | 6  | 6  | 83 | 34 | +49  |                                                          |
| 4    | Arenas Club                  | 36   | 30 | 14 | 8  | 8  | 45 | 37 | +8   |                                                          |
| 5    | Gimnástica de Torrelavega    | 35   | 30 | 13 | 9  | 8  | 52 | 47 | +5   |                                                          |
| 6    | S. D. Valmaseda C. F.        | 32   | 30 | 13 | 6  | 11 | 55 | 49 | +6   |                                                          |
| 7    | Club Erandio                 | 31   | 30 | 13 | 5  | 12 | 46 | 48 | −2   |                                                          |
| 8    | Apurtuarte Club              | 30   | 30 | 12 | 6  | 12 | 39 | 37 | +2   |                                                          |
| 9    | C. D. Naval                  | 30   | 30 | 11 | 8  | 11 | 48 | 48 | 0    |                                                          |
| 10   | S. C. D. Durango             | 28   | 30 | 10 | 8  | 12 | 39 | 50 | −11  |                                                          |
| 11   | S. D. Deusto-Universidad     | 28   | 30 | 11 | 6  | 13 | 49 | 53 | −4   |                                                          |
| 12   | C. D. Guecho                 | 28   | 30 | 9  | 10 | 11 | 46 | 45 | +1   |                                                          |
| 13   | Club Portugalete (D)         | 26   | 30 | 9  | 8  | 13 | 38 | 53 | −15  | Descenso a Regional                                      |
| 14   | C. D. Villosa (D)            | 25   | 30 | 8  | 9  | 13 | 48 | 57 | −9   | Descenso a Regional                                      |
| 15   | C. D. Padura (D)             | 10   | 30 | 4  | 2  | 24 | 23 | 80 | −57  | Descenso a Regional                                      |
| 16   | S. D. Begoña (D)             | 9    | 30 | 2  | 5  | 23 | 37 | 77 | −40  | Descenso a Regional                                      |

 Fuente: Fútbol Regional

### Grupo IV
| Pos. | Equipo              | Pts. | PJ | G  | E  | P  | GF | GC  | Dif. | Clasificación                                            |
| ---- | ------------------- | ---- | -- | -- | -- | -- | -- | --- | ---- | -------------------------------------------------------- |
| 1    | Real Unión Club     | 49   | 34 | 22 | 5  | 7  | 85 | 49  | +36  | Acceso a Promoción de ascenso para campeones de grupo    |
| 2    | C. D. Mirandés      | 49   | 34 | 24 | 1  | 9  | 74 | 38  | +36  | Acceso a Promoción de ascenso para subcampeones de grupo |
| 3    | C. D. Logroñés      | 47   | 34 | 20 | 7  | 7  | 90 | 35  | +55  |                                                          |
| 4    | Tolosa C. F.        | 46   | 34 | 19 | 8  | 7  | 71 | 36  | +35  |                                                          |
| 5    | San Sebastián C. F. | 42   | 34 | 17 | 8  | 9  | 96 | 55  | +41  |                                                          |
| 6    | C. D. Tudelano      | 38   | 34 | 16 | 6  | 12 | 60 | 54  | +6   |                                                          |
| 7    | C. D. Azcoyen       | 37   | 34 | 16 | 5  | 13 | 62 | 51  | +11  |                                                          |
| 8    | C. D. Oberena       | 37   | 34 | 16 | 5  | 13 | 78 | 77  | +1   |                                                          |
| 9    | C. D. Hernani       | 34   | 34 | 14 | 6  | 14 | 63 | 72  | −9   |                                                          |
| 10   | C. D. Elgóibar      | 32   | 34 | 13 | 6  | 15 | 52 | 57  | −5   |                                                          |
| 11   | S. D. Beasain       | 32   | 34 | 12 | 8  | 14 | 79 | 86  | −7   |                                                          |
| 12   | C. D. Anaitasuna    | 31   | 34 | 11 | 9  | 14 | 75 | 68  | +7   |                                                          |
| 13   | C. D. Iruña         | 31   | 34 | 10 | 11 | 13 | 54 | 55  | −1   |                                                          |
| 14   | Villafranca U. C.   | 30   | 34 | 11 | 8  | 15 | 55 | 60  | −5   |                                                          |
| 15   | C. D. Calahorra (D) | 23   | 34 | 9  | 5  | 20 | 47 | 84  | −37  | Descenso a Regional                                      |
| 16   | C. D. Touring (D)   | 19   | 34 | 9  | 1  | 24 | 48 | 108 | −60  | Descenso a Regional                                      |
| 17   | C. D. Vitoria (D)   | 18   | 34 | 6  | 6  | 22 | 49 | 83  | −34  | Descenso a Regional                                      |
| 18   | C. D. Izarra (D)    | 14   | 34 | 4  | 9  | 21 | 38 | 88  | −50  | Descenso a Regional                                      |

 Fuente: Fútbol Regional

### Grupo V
| Pos. | Equipo             | Pts. | PJ | G  | E | P  | GF | GC | Dif. | Clasificación                                            |
| ---- | ------------------ | ---- | -- | -- | - | -- | -- | -- | ---- | -------------------------------------------------------- |
| 1    | C. D. Ejea         | 49   | 34 | 23 | 3 | 8  | 94 | 37 | +57  | Acceso a Promoción de ascenso para campeones de grupo    |
| 2    | U. D. Amistad      | 49   | 34 | 22 | 5 | 7  | 80 | 31 | +49  | Acceso a Promoción de ascenso para subcampeones de grupo |
| 3    | Arenas S. D.       | 43   | 34 | 17 | 9 | 8  | 65 | 35 | +30  |                                                          |
| 4    | U. D. Fraga        | 43   | 34 | 20 | 3 | 11 | 73 | 52 | +21  |                                                          |
| 5    | C. D. Numancia     | 40   | 34 | 19 | 2 | 13 | 81 | 56 | +25  |                                                          |
| 6    | U. D. Barbastro    | 39   | 34 | 16 | 7 | 11 | 69 | 53 | +16  |                                                          |
| 7    | C. D. Tauste       | 35   | 34 | 15 | 5 | 14 | 67 | 58 | +9   |                                                          |
| 8    | S. D. Triasú       | 34   | 34 | 15 | 4 | 15 | 67 | 69 | −2   |                                                          |
| 9    | C. D. Binéfar      | 33   | 34 | 15 | 6 | 13 | 62 | 56 | +6   |                                                          |
| 10   | C. D. Calatayud    | 33   | 34 | 15 | 3 | 16 | 56 | 68 | −12  |                                                          |
| 11   | C. D. Mequinenza   | 31   | 34 | 13 | 5 | 16 | 56 | 62 | −6   |                                                          |
| 12   | C. D. Teruel       | 30   | 30 | 12 | 6 | 12 | 53 | 61 | −8   |                                                          |
| 13   | Atlético de Monzón | 29   | 34 | 12 | 5 | 17 | 68 | 71 | −3   |                                                          |
| 14   | C. D. Gallur       | 28   | 34 | 12 | 4 | 18 | 48 | 59 | −11  |                                                          |
| 15   | Utebo C. F.        | 26   | 34 | 11 | 4 | 19 | 41 | 91 | −50  |                                                          |
| 16   | A. D. Sabiñánigo   | 25   | 34 | 8  | 9 | 17 | 42 | 74 | −32  | Descenso a Regional                                      |
| 17   | C. D. Caspe        | 23   | 34 | 9  | 5 | 20 | 42 | 81 | −39  | Descenso a Regional                                      |
| 18   | U. D. Jaca         | 19   | 34 | 9  | 1 | 24 | 38 | 88 | −50  | Descenso a Regional                                      |

 Fuente: Fútbol Regional

### Grupo VI
| Pos. | Equipo                  | Pts. | PJ | G  | E  | P  | GF  | GC  | Dif. | Clasificación                                         |
| ---- | ----------------------- | ---- | -- | -- | -- | -- | --- | --- | ---- | ----------------------------------------------------- |
| 1    | C. D. San Andrés        | 61   | 42 | 25 | 11 | 6  | 62  | 33  | +29  | Acceso a Promoción de ascenso para campeones de grupo |
| 2    | U. D. Lérida            | 60   | 42 | 26 | 8  | 8  | 102 | 46  | +56  | Acceso a Promoción de ascenso para campeones de grupo |
| 3    | C. D. Europa            | 57   | 42 | 25 | 7  | 10 | 105 | 49  | +56  | Acceso a Promoción previa para grupos VI y VII        |
| 4    | U. D. Sans              | 56   | 42 | 26 | 4  | 12 | 101 | 64  | +37  | Acceso a Promoción previa para grupos VI y VII        |
| 5    | C. D. Mataró            | 54   | 42 | 24 | 6  | 12 | 93  | 61  | +32  |                                                       |
| 6    | C. D. Fabra y Coats     | 48   | 42 | 20 | 8  | 14 | 82  | 77  | +5   |                                                       |
| 7    | U. D. Olot              | 46   | 42 | 20 | 6  | 16 | 92  | 82  | +10  |                                                       |
| 8    | Gimnástico de Tarragona | 44   | 42 | 17 | 10 | 15 | 71  | 75  | −4   |                                                       |
| 9    | C. D. Puigreig          | 42   | 42 | 15 | 12 | 15 | 74  | 66  | +8   |                                                       |
| 10   | C. D. Mercantil         | 42   | 42 | 19 | 4  | 19 | 67  | 80  | −13  |                                                       |
| 11   | C. D. Tortosa           | 41   | 42 | 17 | 7  | 18 | 68  | 71  | −3   |                                                       |
| 12   | C. D. Manresa           | 41   | 42 | 17 | 7  | 18 | 81  | 93  | −12  |                                                       |
| 13   | C. D. Granollers        | 40   | 42 | 14 | 12 | 16 | 90  | 82  | +8   |                                                       |
| 14   | C. F. Badalona          | 40   | 42 | 17 | 6  | 19 | 83  | 83  | 0    |                                                       |
| 15   | C. D. Hospitalet        | 39   | 42 | 14 | 11 | 17 | 65  | 87  | −22  |                                                       |
| 16   | U. D. Vich              | 38   | 42 | 15 | 8  | 19 | 73  | 77  | −4   |                                                       |
| 17   | C. F. Amposta           | 37   | 42 | 14 | 9  | 19 | 64  | 81  | −17  |                                                       |
| 18   | C. D. Adrianense        | 34   | 42 | 12 | 10 | 20 | 69  | 81  | −12  |                                                       |
| 19   | U. D. Artiguense        | 31   | 42 | 11 | 9  | 22 | 68  | 89  | −21  |                                                       |
| 20   | U. D. San Martín        | 29   | 42 | 11 | 7  | 24 | 61  | 105 | −44  |                                                       |
| 21   | U. A. Horta             | 12   | 42 | 5  | 2  | 35 | 42  | 124 | −82  |                                                       |
| 22   | C. D. La Cava           | 0    | 42 | 13 | 6  | 23 | 45  | 72  | −27  |                                                       |

 Fuente: Fútbol Regional
Notas:
1. ↑  El C. D. La Cava fue despojado de todos sus puntos tras varias incomparecencias.

### Grupo VII
| Pos. | Equipo                   | Pts. | PJ | G  | E  | P  | GF  | GC  | Dif. | Clasificación                                  |
| ---- | ------------------------ | ---- | -- | -- | -- | -- | --- | --- | ---- | ---------------------------------------------- |
| 1    | U. D. Pueblo Seco        | 59   | 42 | 26 | 7  | 9  | 120 | 73  | +47  | Acceso a Promoción previa para grupos VI y VII |
| 2    | C. D. Moncada            | 55   | 42 | 24 | 7  | 11 | 122 | 69  | +53  | Acceso a Promoción previa para grupos VI y VII |
| 3    | U. D. Rapitense          | 54   | 42 | 26 | 2  | 14 | 81  | 58  | +23  |                                                |
| 4    | A. D. C. Manlleu         | 51   | 42 | 22 | 7  | 13 | 87  | 64  | +23  |                                                |
| 5    | Atlético Iberia          | 49   | 41 | 23 | 3  | 15 | 100 | 68  | +32  |                                                |
| 6    | U. D. Figueras           | 50   | 42 | 20 | 10 | 12 | 76  | 43  | +33  |                                                |
| 7    | Guixols C. F.            | 47   | 42 | 19 | 9  | 14 | 97  | 86  | +11  |                                                |
| 8    | U. D. A. Gramanet        | 46   | 42 | 20 | 6  | 16 | 97  | 82  | +15  |                                                |
| 9    | C. D. Sallent            | 45   | 42 | 20 | 5  | 17 | 79  | 90  | −11  |                                                |
| 10   | C. F. Samboyano          | 45   | 42 | 19 | 7  | 16 | 96  | 82  | +14  |                                                |
| 11   | C. D. Bañolas            | 43   | 42 | 18 | 7  | 17 | 90  | 97  | −7   |                                                |
| 12   | Atlético Pueblonuevo     | 43   | 42 | 16 | 11 | 15 | 77  | 78  | −1   |                                                |
| 13   | U. D. Seo de Urgel (D)   | 40   | 42 | 17 | 6  | 19 | 85  | 71  | +14  | Descenso a Regional                            |
| 14   | A. D. Balaguer (D)       | 40   | 42 | 17 | 6  | 19 | 91  | 83  | +8   | Descenso a Regional                            |
| 15   | C. F. Calella (D)        | 39   | 42 | 14 | 11 | 17 | 69  | 78  | −9   | Descenso a Regional                            |
| 16   | C. F. Villafranca (D)    | 38   | 42 | 15 | 8  | 19 | 70  | 78  | −8   | Descenso a Regional                            |
| 17   | C. D. Júpiter (D)        | 37   | 42 | 14 | 9  | 19 | 87  | 78  | +9   | Descenso a Regional                            |
| 18   | C. D. Agut (D)           | 35   | 42 | 13 | 9  | 20 | 62  | 78  | −16  | Descenso a Regional                            |
| 19   | C. F. Igualada (D)       | 33   | 42 | 13 | 7  | 22 | 61  | 106 | −45  | Descenso a Regional                            |
| 20   | C. F. Reus Deportivo (D) | 31   | 42 | 10 | 11 | 21 | 56  | 86  | −30  | Descenso a Regional                            |
| 21   | C. D. San Celoni (D)     | 28   | 42 | 12 | 4  | 26 | 58  | 115 | −57  | Descenso a Regional                            |
| 22   | C. F. Mollet (D)         | 14   | 42 | 5  | 4  | 33 | 49  | 147 | −98  | Descenso a Regional                            |

 Fuente: Fútbol Regional

### Grupo VIII
| Pos. | Equipo                   | Pts. | PJ | G  | E | P  | GF  | GC  | Dif. | Clasificación                                            |
| ---- | ------------------------ | ---- | -- | -- | - | -- | --- | --- | ---- | -------------------------------------------------------- |
| 1    | R. C. D. Mallorca        | 57   | 32 | 27 | 3 | 2  | 102 | 29  | +73  | Acceso a Promoción de ascenso para campeones de grupo    |
| 2    | C. D. Atlético Baleares  | 49   | 32 | 21 | 7 | 4  | 93  | 26  | +67  | Acceso a Promoción de ascenso para subcampeones de grupo |
| 3    | C. D. Constancia         | 48   | 32 | 21 | 6 | 5  | 83  | 30  | +53  |                                                          |
| 4    | C. D. Manacor            | 40   | 32 | 18 | 4 | 10 | 77  | 48  | +29  |                                                          |
| 5    | C. D. Atlético Ciudadela | 36   | 32 | 15 | 6 | 11 | 56  | 60  | −4   |                                                          |
| 6    | C. D. España             | 31   | 32 | 12 | 7 | 13 | 69  | 58  | +11  |                                                          |
| 7    | U. D. Porreras           | 31   | 32 | 13 | 5 | 14 | 57  | 48  | +9   |                                                          |
| 8    | C. D. Felanich           | 29   | 32 | 12 | 5 | 15 | 44  | 52  | −8   |                                                          |
| 9    | U. D. Mahón              | 29   | 32 | 13 | 3 | 16 | 63  | 64  | −1   |                                                          |
| 10   | C. D. Menorca            | 29   | 32 | 12 | 5 | 15 | 58  | 64  | −6   |                                                          |
| 11   | C. D. Alaró              | 28   | 32 | 13 | 2 | 17 | 57  | 80  | −23  |                                                          |
| 12   | C. D. Alayor             | 27   | 32 | 12 | 3 | 17 | 48  | 65  | −17  |                                                          |
| 13   | C. D. Murense            | 26   | 32 | 11 | 4 | 17 | 40  | 82  | −42  |                                                          |
| 14   | C. F. Sóller             | 25   | 32 | 10 | 5 | 17 | 53  | 74  | −21  |                                                          |
| 15   | C. D. Soledad            | 22   | 32 | 8  | 6 | 18 | 46  | 74  | −28  |                                                          |
| 16   | U. D. Poblense (D)       | 20   | 32 | 7  | 6 | 19 | 45  | 79  | −34  | Descenso a Regional                                      |
| 17   | C. D. Binisalem (D)      | 17   | 32 | 6  | 5 | 21 | 53  | 111 | −58  | Descenso a Regional                                      |

 Fuente: Fútbol Regional

### Grupo IX
| Pos. | Equipo                     | Pts. | PJ | G  | E  | P  | GF | GC | Dif. | Clasificación                                            |
| ---- | -------------------------- | ---- | -- | -- | -- | -- | -- | -- | ---- | -------------------------------------------------------- |
| 1    | C. D. Mestalla             | 52   | 34 | 23 | 6  | 5  | 73 | 30 | +43  | Acceso a Promoción de ascenso para campeones de grupo    |
| 2    | C. D. Castellón            | 50   | 34 | 22 | 6  | 6  | 78 | 36 | +42  | Acceso a Promoción de ascenso para subcampeones de grupo |
| 3    | C. F. Gandía               | 45   | 34 | 20 | 5  | 9  | 86 | 54 | +32  |                                                          |
| 4    | C. D. Olímpico de Játiva   | 43   | 34 | 17 | 9  | 8  | 78 | 47 | +31  |                                                          |
| 5    | Villarreal C. F.           | 43   | 34 | 18 | 7  | 9  | 58 | 37 | +21  |                                                          |
| 6    | U. D. Carcagente           | 39   | 34 | 15 | 9  | 10 | 49 | 47 | +2   |                                                          |
| 7    | C. D. Portuarios           | 37   | 34 | 16 | 5  | 13 | 49 | 49 | 0    |                                                          |
| 8    | Catarroja C. F.            | 36   | 34 | 16 | 4  | 14 | 64 | 62 | +2   |                                                          |
| 9    | U. D. Alcira               | 36   | 34 | 14 | 8  | 12 | 69 | 62 | +7   |                                                          |
| 10   | Atlético Saguntino         | 35   | 34 | 11 | 13 | 10 | 51 | 55 | −4   |                                                          |
| 11   | Onteniente C. F.           | 34   | 34 | 13 | 8  | 13 | 58 | 55 | +3   |                                                          |
| 12   | C. D. Burriana             | 29   | 34 | 11 | 7  | 16 | 49 | 54 | −5   |                                                          |
| 13   | C. D. Acero                | 28   | 34 | 8  | 12 | 14 | 33 | 44 | −11  |                                                          |
| 14   | Burjasot C. F.             | 26   | 34 | 9  | 8  | 17 | 48 | 58 | −10  |                                                          |
| 15   | C. D. Onda                 | 25   | 34 | 10 | 5  | 19 | 44 | 65 | −21  |                                                          |
| 16   | Peña Deportiva Soriano (D) | 22   | 34 | 9  | 4  | 21 | 30 | 73 | −43  | Descenso a Regional                                      |
| 17   | C. D. Sagunto (D)          | 20   | 34 | 6  | 8  | 20 | 38 | 72 | −34  | Descenso a Regional                                      |
| 18   | U. D. Castellonense (D)    | 12   | 34 | 5  | 2  | 27 | 38 | 93 | −55  | Descenso a Regional                                      |

 Fuente: Fútbol Regional

### Grupo X
| Pos. | Equipo                   | Pts. | PJ | G  | E | P  | GF  | GC  | Dif. | Clasificación                                            |
| ---- | ------------------------ | ---- | -- | -- | - | -- | --- | --- | ---- | -------------------------------------------------------- |
| 1    | Elche C. F.              | 55   | 32 | 25 | 5 | 2  | 134 | 35  | +99  | Acceso a Promoción de ascenso para campeones de grupo    |
| 2    | U. D. Cartagenera        | 41   | 32 | 18 | 5 | 9  | 100 | 43  | +57  | Acceso a Promoción de ascenso para subcampeones de grupo |
| 3    | Imperial C. F.           | 37   | 32 | 16 | 5 | 11 | 84  | 66  | +18  |                                                          |
| 4    | Orihuela Deportiva C. F. | 36   | 32 | 15 | 6 | 11 | 73  | 54  | +19  |                                                          |
| 5    | Albacete Balompié        | 36   | 32 | 17 | 2 | 13 | 88  | 61  | +27  |                                                          |
| 6    | C. D. Tháder             | 35   | 32 | 16 | 3 | 13 | 87  | 74  | +13  |                                                          |
| 7    | Villajoyosa C. F.        | 34   | 32 | 16 | 2 | 14 | 83  | 74  | +9   |                                                          |
| 8    | C. D. Lorca              | 33   | 32 | 15 | 3 | 14 | 67  | 67  | 0    |                                                          |
| 9    | Novelda C. F.            | 31   | 32 | 14 | 3 | 15 | 65  | 61  | +4   |                                                          |
| 10   | Águilas C. F.            | 31   | 32 | 13 | 5 | 14 | 64  | 73  | −9   |                                                          |
| 11   | C. D. Almoradí           | 30   | 32 | 13 | 4 | 15 | 57  | 75  | −18  |                                                          |
| 12   | Cieza C. F.              | 28   | 32 | 12 | 4 | 16 | 54  | 70  | −16  |                                                          |
| 13   | Hellín Deportivo         | 28   | 32 | 12 | 4 | 16 | 61  | 71  | −10  |                                                          |
| 14   | Callosa Deportiva C. F.  | 27   | 32 | 12 | 3 | 17 | 56  | 73  | −17  |                                                          |
| 15   | U. D. Elda               | 22   | 32 | 10 | 2 | 20 | 46  | 113 | −67  |                                                          |
| 16   | C. Deportiva Minera (D)  | 22   | 32 | 9  | 4 | 19 | 42  | 70  | −28  | Descenso a Regional                                      |
| 17   | S. D. Almansa (D)        | 18   | 32 | 7  | 4 | 21 | 50  | 131 | −81  | Descenso a Regional                                      |
| 18   | C. D. Yeclano (D)        | 0    | 0  | 0  | 0 | 0  | 0   | 0   | 0    | Descenso a Regional                                      |

 Fuente: Fútbol Regional
Notas:
1. ↑  El C. D. Yeclano se retiró y desapareció antes de comenzar la competición.

### Grupo XI
| Pos. | Equipo                          | Pts. | PJ | G  | E  | P  | GF  | GC  | Dif. | Clasificación                                            |
| ---- | ------------------------------- | ---- | -- | -- | -- | -- | --- | --- | ---- | -------------------------------------------------------- |
| 1    | Atlético Almería                | 58   | 38 | 27 | 4  | 7  | 99  | 37  | +62  | Acceso a Promoción de ascenso para campeones de grupo    |
| 2    | C. D. Iliturgi                  | 53   | 38 | 24 | 5  | 9  | 114 | 63  | +51  | Acceso a Promoción de ascenso para subcampeones de grupo |
| 3    | Trafalgar C. F.                 | 51   | 38 | 21 | 9  | 8  | 87  | 41  | +46  |                                                          |
| 4    | C. D. Linares                   | 46   | 38 | 22 | 2  | 14 | 89  | 45  | +44  |                                                          |
| 5    | Puente Genil C. F.              | 46   | 38 | 21 | 4  | 13 | 78  | 68  | +10  |                                                          |
| 6    | Guadix C. F.                    | 44   | 38 | 19 | 6  | 13 | 79  | 52  | +27  |                                                          |
| 7    | Atlético Malagueño              | 43   | 38 | 17 | 9  | 12 | 89  | 46  | +43  |                                                          |
| 8    | Úbeda C. F.                     | 43   | 38 | 18 | 7  | 13 | 51  | 46  | +5   |                                                          |
| 9    | Castro del Río C. F. (D)        | 41   | 38 | 18 | 5  | 15 | 59  | 61  | −2   | Descenso a Regional                                      |
| 10   | U. D. Lucentina                 | 39   | 38 | 18 | 3  | 17 | 60  | 57  | +3   |                                                          |
| 11   | Recreativo Granada              | 37   | 38 | 13 | 11 | 14 | 59  | 54  | +5   |                                                          |
| 12   | C. D. Antequerano               | 37   | 38 | 14 | 9  | 15 | 68  | 60  | +8   |                                                          |
| 13   | Atlético Cordobés               | 36   | 38 | 14 | 8  | 16 | 69  | 70  | −1   |                                                          |
| 14   | Melilla C. F.                   | 32   | 38 | 15 | 2  | 21 | 74  | 78  | −4   |                                                          |
| 15   | Martos Jaén Atlético (D)        | 32   | 38 | 11 | 10 | 17 | 60  | 74  | −14  | Descenso a Regional                                      |
| 16   | C. D. Ronda                     | 31   | 38 | 15 | 1  | 22 | 55  | 83  | −28  |                                                          |
| 17   | C. D. Pozoblanco (D)            | 29   | 38 | 11 | 7  | 20 | 52  | 92  | −40  | Descenso a Regional                                      |
| 18   | Atlético Bastetano (D)          | 27   | 38 | 12 | 3  | 23 | 50  | 129 | −79  | Descenso a Regional                                      |
| 19   | Villa del Río C. F. (D)         | 24   | 38 | 8  | 8  | 22 | 38  | 76  | −38  | Descenso a Regional                                      |
| 20   | Peñarroya-Pueblonuevo C. F. (D) | 11   | 38 | 4  | 3  | 31 | 44  | 152 | −108 | Descenso a Regional                                      |

 Fuente: Fútbol Regional
Notas:
1. ↑  El Castro del Río C. F. renunció a su plaza para la siguiente temporada.
2. ↑  El Martos Jaén Atlético desapareció al finalizar la temporada.

### Grupo XII
| Pos. | Equipo                      | Pts. | PJ | G  | E  | P  | GF | GC  | Dif. | Clasificación                                            |
| ---- | --------------------------- | ---- | -- | -- | -- | -- | -- | --- | ---- | -------------------------------------------------------- |
| 1    | Jerez Industrial C. F.      | 51   | 38 | 24 | 3  | 11 | 84 | 51  | +33  | Acceso a Promoción de ascenso para campeones de grupo    |
| 2    | C. D. Utrera                | 49   | 38 | 22 | 5  | 11 | 76 | 50  | +26  | Acceso a Promoción de ascenso para subcampeones de grupo |
| 3    | Atlético Morón Balompié     | 49   | 38 | 22 | 5  | 11 | 88 | 46  | +42  |                                                          |
| 4    | Coria C. F.                 | 49   | 38 | 22 | 5  | 11 | 88 | 56  | +32  |                                                          |
| 5    | R. B. Linense               | 48   | 38 | 22 | 4  | 12 | 87 | 51  | +36  |                                                          |
| 6    | Algeciras C. F.             | 43   | 38 | 17 | 9  | 12 | 71 | 55  | +16  |                                                          |
| 7    | S. D. Marchena Balompié     | 42   | 38 | 16 | 10 | 12 | 76 | 58  | +18  |                                                          |
| 8    | La Palma C. F.              | 42   | 38 | 17 | 8  | 13 | 70 | 64  | +6   |                                                          |
| 9    | Puerto Real C. F.           | 41   | 38 | 19 | 3  | 16 | 79 | 71  | +8   |                                                          |
| 10   | Recreatovo Portuense        | 41   | 38 | 17 | 7  | 14 | 69 | 56  | +13  |                                                          |
| 11   | Barbate C. F.               | 39   | 38 | 17 | 5  | 16 | 81 | 81  | 0    |                                                          |
| 12   | Ayamonte C. F.              | 38   | 38 | 17 | 4  | 17 | 57 | 60  | −3   |                                                          |
| 13   | C. D. Puerto                | 36   | 38 | 15 | 6  | 17 | 80 | 62  | +18  |                                                          |
| 14   | S. D. Olímpica Valverdeña   | 36   | 38 | 15 | 6  | 17 | 73 | 75  | −2   |                                                          |
| 15   | Club Imperio Riffien        | 32   | 38 | 12 | 8  | 18 | 49 | 77  | −28  |                                                          |
| 16   | U. D. Gaditana (D)          | 29   | 38 | 12 | 5  | 21 | 48 | 78  | −30  | Descenso a Regional                                      |
| 17   | Lora C. F. (D)              | 29   | 38 | 12 | 5  | 21 | 55 | 80  | −25  | Descenso a Regional                                      |
| 18   | Hércules C. F. de Ceuta (D) | 25   | 38 | 9  | 7  | 22 | 52 | 82  | −30  | Descenso a Regional                                      |
| 19   | S. D. Los Barrios (D)       | 19   | 38 | 9  | 4  | 25 | 58 | 134 | −76  | Descenso a Regional                                      |
| 20   | Arcos C. F. (D)             | 16   | 38 | 7  | 5  | 26 | 45 | 99  | −54  | Descenso a Regional                                      |

 Fuente: Fútbol Regional

### Grupo XIII
| Pos. | Equipo                              | Pts. | PJ | G  | E | P  | GF  | GC  | Dif. | Clasificación                                            |
| ---- | ----------------------------------- | ---- | -- | -- | - | -- | --- | --- | ---- | -------------------------------------------------------- |
| 1    | S. D. Ponferradina                  | 56   | 38 | 27 | 2 | 9  | 83  | 35  | +48  | Acceso a Promoción de ascenso para campeones de grupo    |
| 2    | Burgos C. F.                        | 54   | 38 | 24 | 6 | 8  | 108 | 41  | +67  | Acceso a Promoción de ascenso para subcampeones de grupo |
| 3    | U. D. Salamanca                     | 51   | 38 | 23 | 5 | 10 | 103 | 44  | +59  |                                                          |
| 4    | Atlético Zamora                     | 50   | 38 | 21 | 8 | 9  | 84  | 42  | +42  |                                                          |
| 5    | C. D. Plasencia                     | 47   | 38 | 21 | 5 | 12 | 114 | 69  | +45  |                                                          |
| 6    | C. D. Béjar Industrial              | 43   | 28 | 20 | 3 | 5  | 98  | 66  | +32  |                                                          |
| 7    | C. D. Cacereño                      | 42   | 38 | 19 | 4 | 15 | 119 | 65  | +54  |                                                          |
| 8    | S. D. Hullera Vasco-Leonesa         | 40   | 38 | 18 | 4 | 16 | 80  | 72  | +8   |                                                          |
| 9    | C. F. Júpiter Leonés                | 36   | 38 | 16 | 4 | 18 | 55  | 66  | −11  |                                                          |
| 10   | Atlético Palencia                   | 36   | 38 | 14 | 8 | 16 | 55  | 68  | −13  |                                                          |
| 11   | C. D. Astorga                       | 35   | 38 | 14 | 7 | 17 | 63  | 82  | −19  |                                                          |
| 12   | S. D. Gimnástica Arandina           | 35   | 38 | 14 | 7 | 17 | 69  | 77  | −8   |                                                          |
| 13   | C. D. Juventud del Círculo Católico | 34   | 38 | 14 | 6 | 18 | 70  | 87  | −17  |                                                          |
| 14   | Recreativo Europa Delicias          | 34   | 38 | 14 | 6 | 18 | 70  | 96  | −26  |                                                          |
| 15   | C. D. San Pedro de Ponferrada (D)   | 34   | 38 | 15 | 4 | 19 | 46  | 79  | −33  | Descenso a Regional                                      |
| 16   | C. D. Benavente (D)                 | 32   | 38 | 16 | 0 | 22 | 80  | 115 | −35  | Descenso a Regional                                      |
| 17   | Ciudad Rodrigo C. F. (D)            | 32   | 38 | 13 | 6 | 19 | 62  | 97  | −35  | Descenso a Regional                                      |
| 18   | C. D. Juvenil Zamora (D)            | 30   | 38 | 12 | 6 | 20 | 60  | 88  | −28  | Descenso a Regional                                      |
| 19   | S. D. Unión Castilla (D)            | 21   | 36 | 8  | 5 | 23 | 37  | 103 | −66  | Descenso a Regional                                      |
| 20   | Club Júpiter Atlético (D)           | 18   | 38 | 6  | 6 | 26 | 38  | 102 | −64  | Descenso a Regional                                      |

 Fuente: Fútbol Regional

### Grupo XIV
| Pos. | Equipo                                  | Pts. | PJ | G  | E  | P  | GF | GC  | Dif. | Clasificación                                            |
| ---- | --------------------------------------- | ---- | -- | -- | -- | -- | -- | --- | ---- | -------------------------------------------------------- |
| 1    | Getafe Deportivo                        | 54   | 38 | 24 | 6  | 8  | 74 | 45  | +29  | Acceso a Promoción de ascenso para campeones de grupo    |
| 2    | C. D. Manchego                          | 53   | 38 | 23 | 7  | 8  | 87 | 50  | +37  | Acceso a Promoción de ascenso para subcampeones de grupo |
| 3    | C. D. Manufacturas Metálicas Madrileñas | 52   | 38 | 20 | 12 | 6  | 87 | 46  | +41  |                                                          |
| 4    | S. D. Emeritense                        | 41   | 38 | 18 | 5  | 15 | 85 | 57  | +28  |                                                          |
| 5    | Alcázar C. F.                           | 41   | 36 | 18 | 5  | 13 | 63 | 68  | −5   |                                                          |
| 6    | C. F. Calvo Sotelo                      | 40   | 38 | 19 | 2  | 17 | 86 | 63  | +23  |                                                          |
| 7    | Moralo C. F.                            | 39   | 38 | 15 | 9  | 14 | 57 | 55  | +2   |                                                          |
| 8    | Aranjuez C. F.                          | 39   | 38 | 15 | 9  | 14 | 66 | 70  | −4   |                                                          |
| 9    | C. D. Guadalajara                       | 39   | 38 | 19 | 1  | 18 | 71 | 72  | −1   |                                                          |
| 10   | R. C. D. Carabanchel                    | 38   | 38 | 15 | 8  | 15 | 82 | 69  | +13  |                                                          |
| 11   | C. D. Parque Móvil                      | 38   | 38 | 16 | 6  | 16 | 65 | 62  | +3   |                                                          |
| 12   | C. D. Leganés                           | 37   | 38 | 15 | 7  | 16 | 58 | 67  | −9   |                                                          |
| 13   | C. D. Toledo                            | 37   | 38 | 15 | 7  | 16 | 76 | 61  | +15  |                                                          |
| 14   | C. D. Don Benito                        | 37   | 38 | 17 | 3  | 18 | 82 | 70  | +12  |                                                          |
| 15   | Manzanares C. F. (D)                    | 37   | 38 | 15 | 7  | 16 | 70 | 90  | −20  | Descenso a Regional                                      |
| 16   | Agromán C. F. (D)                       | 33   | 38 | 13 | 7  | 18 | 61 | 64  | −3   | Descenso a Regional                                      |
| 17   | S. D. Gimnástica Segoviana (D)          | 28   | 38 | 10 | 8  | 20 | 57 | 84  | −27  | Descenso a Regional                                      |
| 18   | U. B. Conquense (D)                     | 28   | 38 | 11 | 6  | 21 | 55 | 76  | −21  | Descenso a Regional                                      |
| 19   | Real Ávila C. F. (D)                    | 27   | 38 | 10 | 7  | 21 | 54 | 106 | −52  | Descenso a Regional                                      |
| 20   | C. D. Femsa (D)                         | 22   | 38 | 8  | 6  | 24 | 42 | 83  | −41  | Descenso a Regional                                      |

 Fuente: Fútbol Regional

## Promoción de ascenso a Segunda División

### Equipos clasificados
Los siguientes equipos se clasificaron para la promoción de ascenso a Segunda División:
En negrita se indican los equipos que ascendieron a Segunda División.
| Grupo I         | Grupo II          | Grupo III                    | Grupo IV              | Grupo V       |
| --------------- | ----------------- | ---------------------------- | --------------------- | ------------- |
| 1º Club Turista | 1º UD El Entrego  | 1º CD Baracaldo Altos Hornos | 1º Real Unión de Irún | 1º SD Ejea    |
| 2º CD Orense    | 2º Club Langreano | 2º CD Galdácano              | 2º CD Mirandés        | 2º UD Amistad |

| Grupo VI         |
| ---------------- |
| 1º CD San Andrés |
| 2º UD Lérida     |
| 3º CD Europa     |
| 4º UD Sans       |

| Grupo VII         |
| ----------------- |
| 1º UD Pueblo Seco |
| 2º CD Moncada     |

| Grupo VIII              | Grupo IX        | Grupo X           | Grupo XI               | Grupo XII              |
| ----------------------- | --------------- | ----------------- | ---------------------- | ---------------------- |
| 1º RCD Mallorca         | 1º CD Mestalla  | 1º Elche CF       | 1º Atlético de Almería | 1º Jerez Industrial CF |
| 2º CD Atlético Baleares | 2º CD Castellón | 2º UD Cartagenera | 2º CD Iliturgi         | 2º CD Utrera           |

| Grupo XIII         | Grupo XIV           |
| ------------------ | ------------------- |
| 1º SD Ponferradina | 1º Getafe Deportivo |
| 2º Burgos CF       | 2º CD Manchego      |

|  | Clasificado para la Promoción de campeones de grupo ( si obtuvo el ascenso)                          |
|  | Clasificado para la Promoción de subcampeones de grupo y de segunda división ( si obtuvo el ascenso) |

### Equipos ascendidos
Los siguientes equipos ascendieron a Segunda División:
| - Club Atlético de Almería | - Club Deportivo Baracaldo Altos Hornos | - Elche Club de Fútbol | - Real Unión de Irún |